# Diego Camacho Quesada
Diego Camacho Quesada (* 3. Oktober 1976 in Madrid) ist ein ehemaliger spanischer Fußballspieler.

## Spielerkarriere

### Als Amateur
Diego Camacho spielte in seiner Karriere bereits bei einer Vielzahl spanischer Vereine. Seine Karriere als Fußballer startete er beim FC Burgos in der Saison 1996/1997. Anschließend spielte er bei Gimnàstic de Tarragona, doch auch bei den Katalanen hielt es ihn nur für ein Jahr. Im Jahre 1998 wechselte er abermals den Verein und ging zum galicischen Verein CD Lugo, wo er zwar zwei Jahre lang unter Vertrag stand, jedoch für ein halbes Jahr an Real Murcia ausgeliehen wurde. Mit Murcia stieg Diego Camacho in die Segunda División auf, blieb aber selbst in der Segunda División B und ging zur Saison 2000/01 zu Gimnástica de Torrelavega. Dort hatte er einen Stammplatz, aber auch dort hielt es ihn nicht lange. Im Sommer 2001 folgte der nächste Wechsel, dieses Mal zum FC Granada.

### Im Profifußball
Zwar wurde er in Granada immer wieder von Verletzungen zurückgeworfen, jedoch bekam er die Möglichkeit 2002 bei Erstliga-Aufsteiger Recreativo Huelva einen Vertrag zu unterschreiben. Für den Spätstarter Camacho war es mit 26 Jahren die erste Spielzeit in einer der beiden spanischen Topligen. Auf Anhieb erspielte sich der Mittelfeldspieler einen Stammplatz in der Primera División, den Abstieg seines Vereins am Saisonende konnte er aber nicht verhindern. Er blieb auch in der Folgesaison bei "Recre", doch nach dem missglückten Versuch zum Wiederaufstieg wechselte er 2004 zum Erstliga-Aufsteiger UD Levante. Mit den Ostspaniern stieg er zwar nach nur einer Saison ab, doch gelang in der Saison 2005/2006 die Rückkehr in die erste Liga.

### Die letzten Jahre
Trotz seines Stammplatzes und dem erfolgreichen Klassenerhalt verließ Camacho Levante im Sommer 2007 wieder, um sich Aufsteiger Real Valladolid anzuschließen. Dort wurde er jedoch nicht sehr häufig eingesetzt, was zur Auflösung seines Vertrages im Sommer 2008 führte. Zur Saison 2008/09 wechselte er zum Verein Sporting Gijón, der wie seine letzten drei Vereine zum Zeitpunkt seiner Verpflichtung gerade in die erste Liga aufgestiegen war. Mit Gijon hielt er zweimal die Klasse, ehe sein Vertrag im Sommer 2010 auslief. Nach einem halben Jahr Vertragslosigkeit schloss er sich in der Winterpause der Saison 2010/11 dem in der Segunda División spielenden Klub Albacete Balompié an. Im Sommer 2011 beendete er seine aktive Karriere.

## Erfolge
- 1999/2000 – Aufstieg in die Segunda División mit Real Murcia
- 2005/06 – Aufstieg in die Primera División mit UD Levante